# Стандартизированный подход (операционный риск)
Стандартизированный подход (англ. TSA — The Standardized Approach) — подход к оценке операционного риска, предложенный в Базеле II, отличающийся от подхода базового индикатора разграничением доходов и операционных рисков по основным направлениям деятельности (бизнес-линиям). То есть по каждой бизнес-линии рассчитывается валовой доход по аналогии с подходом базового индикатора отдельно и к каждой бизнес-линии применяется свой коэффициент «бета». Базельский комитет выделил 8 бизнес-линий:
| Бизнес-линия          | β   |
| --------------------- | --- |
| Корпоративные финансы | 18% |
| Торговля и продажи    | 18% |
| Розничный банкинг     | 12% |
| Коммерческий банкинг  | 15% |
| Платежи и расчеты     | 18% |
| Агентские услуги      | 15% |
| Управление активами   | 12% |
| Розничный брокеридж   | 12% |

Соответственно размер операционного риска (требований к капиталу под операционный риск) рассчитывается по формуле:
{\displaystyle OR_{TSA}={\frac {1}{n}}\sum _{i=1}^{n}\max(0;\sum _{j=1}^{8}\beta _{j}GI_{ij})}
где {\displaystyle n=3} -  количество лет, принимаемых в расчет для оценки операционного риска;
{\displaystyle GI_{ij}} - величина индикатора риска (валового дохода) по {\displaystyle j}-ой бизнес-линии ({\displaystyle j=1..8}) в {\displaystyle i}-м году;
{\displaystyle \beta _{j}} - установленный "бета"-коэффициент операционного риска для {\displaystyle j}-ой бизнес-линии.

## Альтернативный стандартизированный подход (ASA)
В целом совпадает со стандартизированным подходом, однако, по двум направлениям (розничный и коммерческий банкинг) в качестве индикатора риска выступает не валовой доход по направлению, а средний за 3 года размер активов (непогашенных кредитов), умноженный на фактор {\displaystyle m=0,035}. При этом бета-коэффициенты такие же.